# آرماند دوپلانتیس
آرماند دوپلانتیس (انگلیسی: Armand Duplantis؛ زادهٔ ۱۰ نوامبر ۱۹۹۹) ورزشکار دو و میدانی آمریکایی-سوئدی است که با ثبت رکورد ۶/۲۵ متر در حال حاضر رکورددار پرش با نیزه در جهان و المپیک به‌شمار می‌آید. وی دو مدال طلای المپیک توکیو و پاریس را در رشته پرش با نیزه کسب کرده است.

## رکورد پرش با نیزه
او علیرغم آن که در پرش سوم خود در بازی‌های المپیک تابستانی ۲۰۲۴ توانسته بود مدال طلا را کسب کند، برای ثبت رکوردی جدید، از پرش‌های دیگر خود بهره برد. او در آخرین پرش خود، با پرش ارتفاع ۶٫۲۵ متر، رکورد دنیا را به نام خود ثبت کرد.
دوپلانتیس تنها سه هفته پس از رکورد زنی در المپیک پاریس، در لیگ الماس لهستان برای دهمین بار توانست رکورد جهانی خودش را بهبود بخشد.